# Rapcie

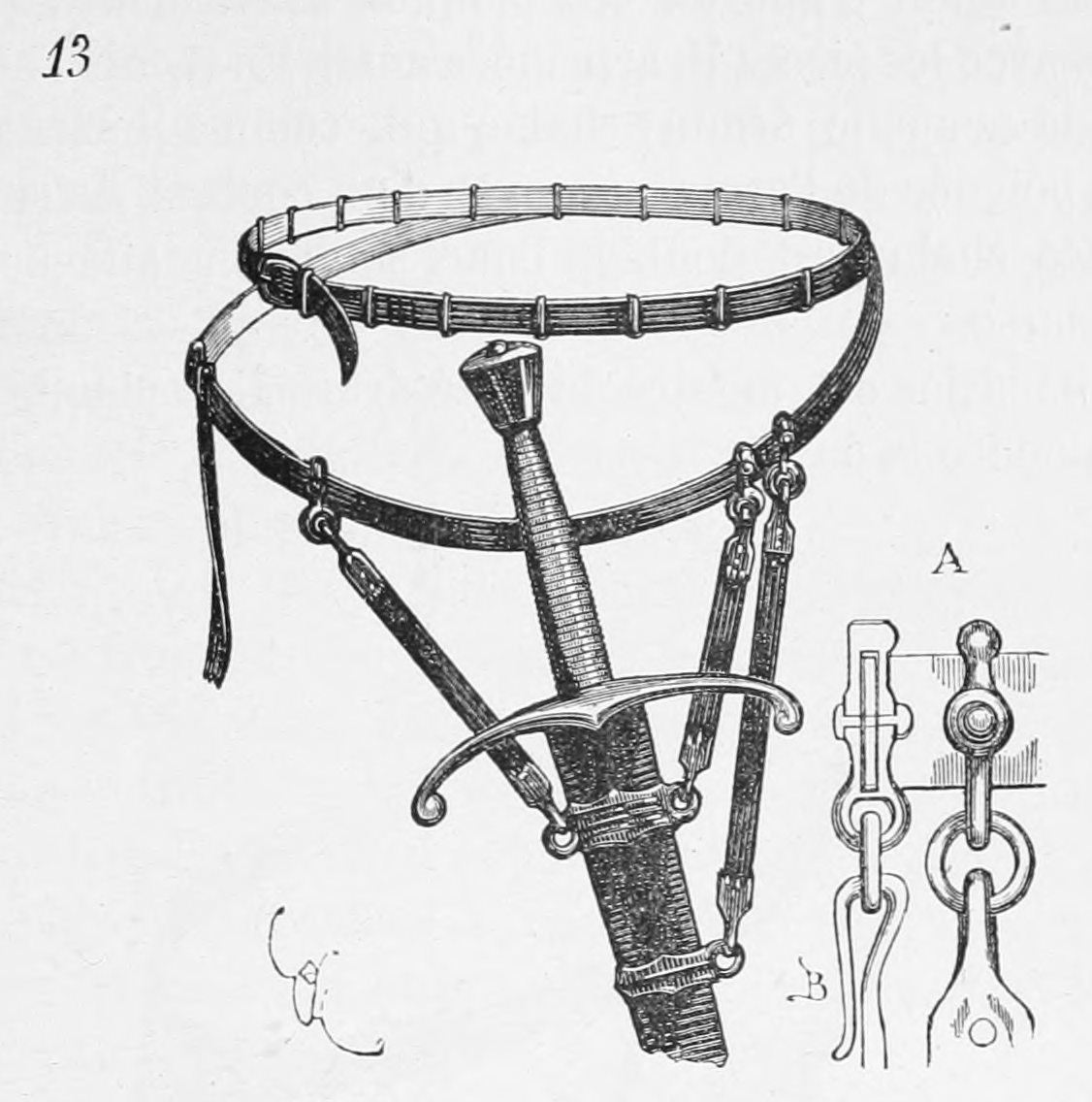
Miecz w pochwie z rapciami przymocowanymi do pasa

Rapcie – system troków łączących pochwę bocznej broni białej z pasem głównym. Mogą również stanowić samodzielny, niezależny od pasa system do noszenia broni. Rapcie stabilizują położenie pochwy (umożliwiając wygodne przenoszenie i dobywanie broni) oraz umożliwiają jej odpięcie bez potrzeby zdejmowania pasa.
Rapcie mocowane były do ryfek na pochwie. Wykonywane były najczęściej ze skórzanych taśm, niekiedy bogato zdobionych. Zawieszenie broni na samych rapciach mogło jednak nadmiernie obciążać pas główny, dlatego w celu zrównoważenia obciążenia w niektórych przypadkach stosowano dodatkowo koalicyjkę (pas noszony skośnie przez pierś, podtrzymujący pas główny w miejscu podpięcia broni).